# Noxa
Noxa ist eine indonesische Grindcore-Band aus Jakarta, die im Jahr 2002 gegründet wurde.

## Geschichte
Die Band wurde Mitte März 2002 von Schlagzeuger Robin Oxen und Gitarrist Ade Himernio Adnis gegründet. Anfangs coverte die Band Lieder von Nasums Album Inhale/Exhale sowie alte Songs von Napalm Death. Kurze Zeit später kamen Sänger Tonny und Bassist Dipa Biomantara zur Besetzung. Nach einigen lokalen Auftritten, nahm die Band im November 2002 ihr Debütalbum im DE Studio in Jakarta auf. Die dabei entstandenen 18 Lieder, die im Schnitt eine Länge von etwa eine Minute hatten, wurde am 22. August 2003 als selbstbetiteltes Debütalbum über das bandeigene Label veröffentlicht. Der Veröffentlichung folgten Auftritte in Singapur und Malaysia. Für fünf Lieder des Albums wurden außerdem Musikvideos produziert. Anfang 2004 begannen die Aufnahmen zum zweiten Album. Die Tonspur für das Schlagzeug wurde dabei im DE Studio aufgenommen, die übrigen Instrumente, sowie der Gesang wurden im Coliseum Studio in Jakarta aufgenommen. Abgemischt und gemastert wurden die Songs im Stonedeaf Studio in New York City. Das Album erschien am 1. Oktober 2006 unter dem Namen Grind Viruses in Eigenveröffentlichung, wobei die Auflage auf 1000 Kopien begrenzt war.
Am 28. Juni 2008 nahm die Band am Tuska Open Air Metal Festival teil. Am 2. und 3. Juli folgten zwei Auftritte in Helsinki zusammen mit Lie in Ruins, Dauntless und Sightless. Kurz darauf wurde Grind Viruses über Stay Heavy Records wiederveröffentlicht. Für zwei Lieder des Albums wurden außerdem Musikvideos produziert. Am 17. Januar 2009 verstarb Schlagzeuger Oxen bei einem Motorradunfall und wurde im Juli durch Alvin ersetzt. Am 15. Juli 2010 nahm die Gruppe an dem Obscene Extreme teil. Daraufhin folgte eine Tour durch Tschechien zusammen mit The Arson Project, Krush, Whorsenations und Xaros. Im Jahr 2011 erschien das nächste Album Legacy bei Stay Heavy Records.

## Stil
Die Band spielt aggressiven Grindcore, wobei die Lieder sehr kurz und schnell gehalten sind. Teilweise werden auch Einflüsse aus dem Thrash Metal und Hardcore Punk verarbeitet.

## Diskografie
- 2002: Noxa (Album, Eigenveröffentlichung)
- 2006: Grind Viruses (Album, Eigenveröffentlichung)
- 2011: Legacy (Album, Stay Heavy Records)
- 2016: Buka Mata (Album, Armstretch Records)
- 2022: Propakanda Weapon (Split-Album mit Inlander und Kandarivas, Blackandje Records)